# Sharlto Copley
Sharlto Copley est un acteur, réalisateur, scénariste et producteur sud-africain, né le 27 novembre 1973 à Johannesbourg (Afrique du Sud).
Il est notamment connu pour ses rôles dans les films de son compatriote Neill Blomkamp, particulièrement pour District 9.

## Biographie

### Carrière
En 2004, Sharlto Copley est producteur des effets visuels du docufiction Que sait-on vraiment de la réalité !?.
En 2008, il coréalise avec Simon Hansen le film Spoon dans lequel joue notamment Rutger Hauer.
Il se fait connaître mondialement en 2009 grâce à l'interprétation du rôle principal dans le film de science-fiction District 9, réalisé par Neill Blomkamp et produit par Peter Jackson. Auparavant, il avait produit et joué dans le court métrage Alive in Joburg, du même réalisateur, qui a ensuite servi de base à District 9. Il reprend aussi ce rôle en 2010 dans le court-métrage Wikus and Charlize, qu'il réalise et coécrit avec Blomkamp.
Il est ensuite choisi pour incarner Looping dans le film L'Agence tous risques, l'adaptation de la célèbre série télévisée du même nom.
En 2013, il retrouve Neill Blomkamp pour lequel il endosse le rôle de Kruger, un mercenaire dans le film Elysium. Il collabore à nouveau avec Blomkamp pour le film Chappie en 2015, interprétant cette fois un robot en utilisant la technologie de capture de mouvement. L'année suivante, il joue un des rôles principaux dans Hardcore Henry, un scientifique en fauteuil roulant aidant le héros à obtenir sa vengeance.

### Vie privée
Il est en couple depuis 2012 avec l'actrice et mannequin Tanit Phoenix ; ils se sont mariés en 2016 et ont eu une fille.

## Filmographie
Sauf indication contraire, les informations mentionnées dans cette section peuvent être confirmées par les bases de données cinématographiques IMDb et Allociné,  présentes dans la section « Liens externes ».

### Comme acteur

#### Cinéma
- 2005 : Alive in Joburg (court métrage) de Neill Blomkamp : le sniper
- 2009 : District 9 de Neill Blomkamp : Wikus Van der Merwe
- 2010 : L'Agence tous risques (The A-Team) de Joe Carnahan : capitaine H. M. Murdock « Looping »
- 2010 : Wikus and Charlize (court métrage) de lui-même : Wikus van der Merwe
- 2013 : Elysium de Neill Blomkamp : Kruger
- 2013 : Old Boy de Spike Lee : Adrian Pryce
- 2013 : Open Grave de Gonzalo López-Gallego : Jonah
- 2013 : Europa Report de Sebastián Cordero : James Corrigan
- 2014 : Maléfique (Maleficent) de Robert Stromberg : le roi Stéphane
- 2015 : Chappie de Neill Blomkamp : Chappie (capture de mouvement)
- 2016 : Hardcore Henry de Ilya Naishuller : Jimmy
- 2016 : Free Fire de Ben Wheatley : Vernon
- 2016 : La Famille Hollar (The Hollars) de John Krasinski : Ron Hollar
- 2018 : Gringo de Nash Edgerton : Mitch Rusk
- 2020 : The Last Days of American Crime d'Olivier Megaton : William Sawyer
- 2022 : Beast de Baltasar Kormákur : Martin Battles
- 2023 : Boy Kills World de Moritz Mohr : Glen Van Der Koy
- 2024 : Monkey Man de Dev Patel
- 2025 : Heads of State de Ilia_Naïchouller : agent Coop

#### Télévision
- 2015-2016 : Powers : agent Christian Walker
- 2022 : Poupée russe (Russian Doll) : Chez (saison 2)

### Comme producteur
- 2005 : Alive in Joburg (court métrage) de Neill Blomkamp
- 2008 : Spoon de lui-même et Simon Hansen
- 2010 : Wikus and Charlize (court métrage) de lui-même

### Comme réalisateur et scénariste
- 2008 : Spoon de Sharlto Copley et Simon Hansen
- 2010 : Wikus and Charlize (court métrage)

### Autres
- 2004 : Que sait-on vraiment de la réalité !? (What the #$*! Do We (K)now!?) de William Arntz, Betsy Chasse et Mark Vicente - producteur des effets spéciaux
- 2010 : Wikus and Charlize (court métrage) - monteur

### Jeux vidéo
- 2013 : Payday 2 Joue le rôle de Jimmy du film Hardcore Henry

## Distinctions
Sauf indication contraire, les informations mentionnées dans cette section peuvent être confirmées par la base de données cinématographiques IMDb,  présente dans la section « Liens externes ».

### Récompense
- IGN Summer Movie Awards 2009 : héros favori pour District 9

### Nominations
- MTV Movie + TV Awards 2010 : « Best Scared-As-S**t Performance » pour District 9
- Teen Choice Awards 2010 : Choice Movie Actor: Sci-Fi pour District 9
- Behind the Voice Actors Awards 2016 : meilleure performance vocale pour un premier rôle masculin dans un long métrage pour Chappie

## Voix francophones
En version française, Sharlto Copley est doublé à titre exceptionnel entre 2009 et 2013 par les comédiens suivants : Renaud Marx dans District 9, Michaël Cermeno dans Open Grave, Philippe Bozo dans L'Agence tous risques et Dominique Collignon-Maurin dans Elysium.
Par la suite, Alexis Victor le double en 2013 dans Old Boy et en 2016 dans Free Fire, tandis que Thierry Ragueneau le double la même année dans Hardcore Henry puis en 2018 dans Gringo.
En parallèle, Sharlto Copley est doublé par Boris Rehlinger dans Maléfique et Beast, Thomas Roditi dans Chappie, Philippe Allard dans Powers et David Krüger dans The Last Days of American Crime.